# Saco vocal

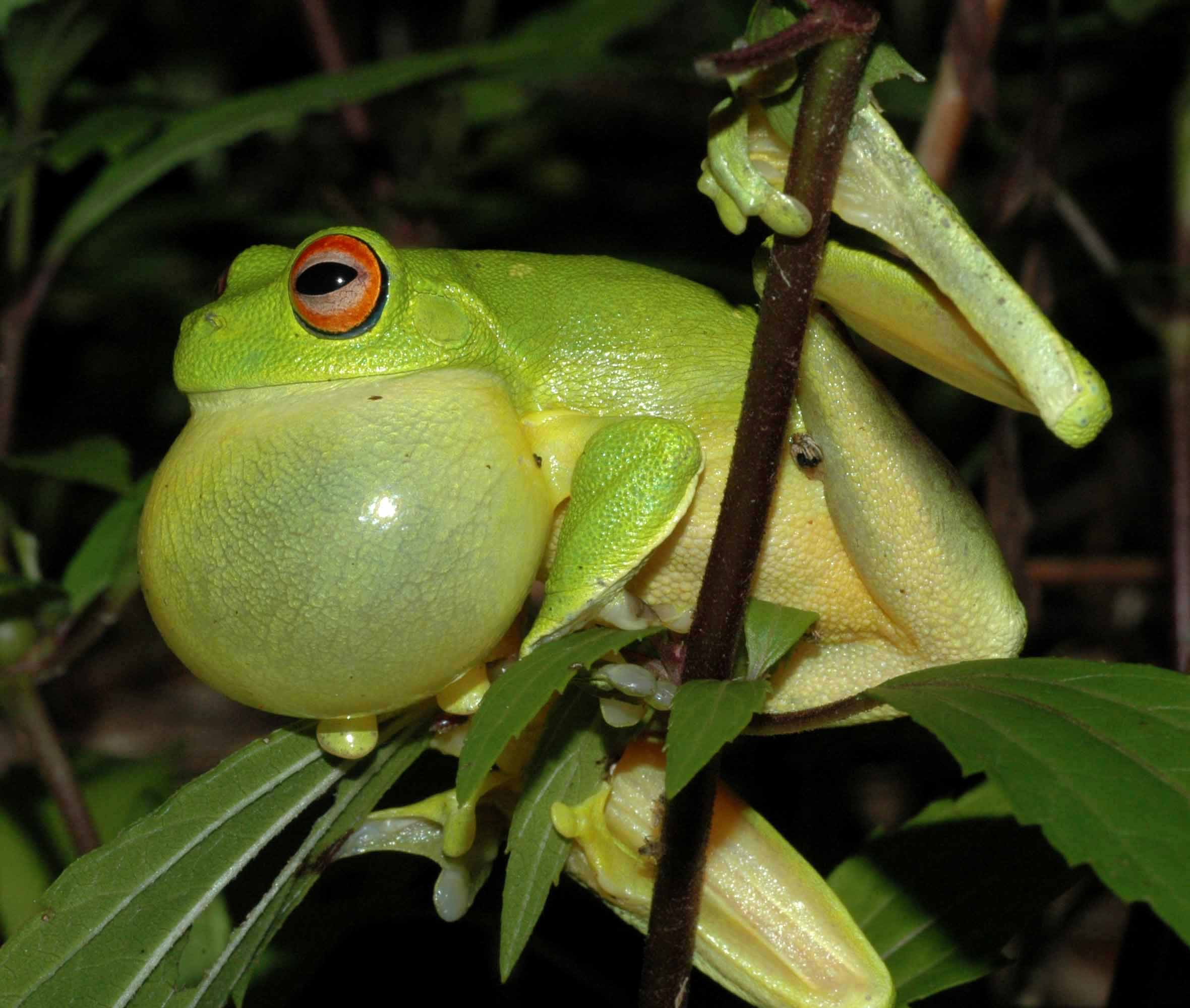
Saco vocal na extensão máxima em exemplar de rela (Litoria chloris)

Designa-se por saco vocal a membrana de pele de grande parte de rãs, sapos e relas, que serve como amplificador dos sons da chamada de acasalamento ou sons de aviso. A presença ou desenvolvimento do saco vocal é, em muitas espécies, um modo de determinar facilmente o sexo destes anfíbios.
A estrutura e localização do saco vocal depende da espécie. Há três tipos principais de saco vocal, sendo o mais comum situado debaixo do queixo, designado “subgular madia”. Os outros dois tipos de saco vocal são compostos por um par de sacos, sendo o mais comum situarem-se nos lados do queixo (“vinculados laterais”) e mais raramente duas bolsas vocais debaixo do queixo (“vinculados subgulares”).
O saco vocal abre-se à cavidade vocal do animal, e tem duas fendas em cada um dos lados da língua. Para o chamamento o animal infla os pulmões e o ar é expelido pela laringe, para o saco vocal. As vibrações da laringe emitem um som, que ressoa no saco vocal. Essa ressonância causa a amplificação do som, e faz com que o som possa ser ouvido mais longe. Os músculos nas paredes do corpo forçam o ar a circular entres os pulmões e o saco vocal, enquanto a boca e narinas da rã se mantêm fechados em todo o processo.